# Rapport Rettig
Pour les articles homonymes, voir Rettig.

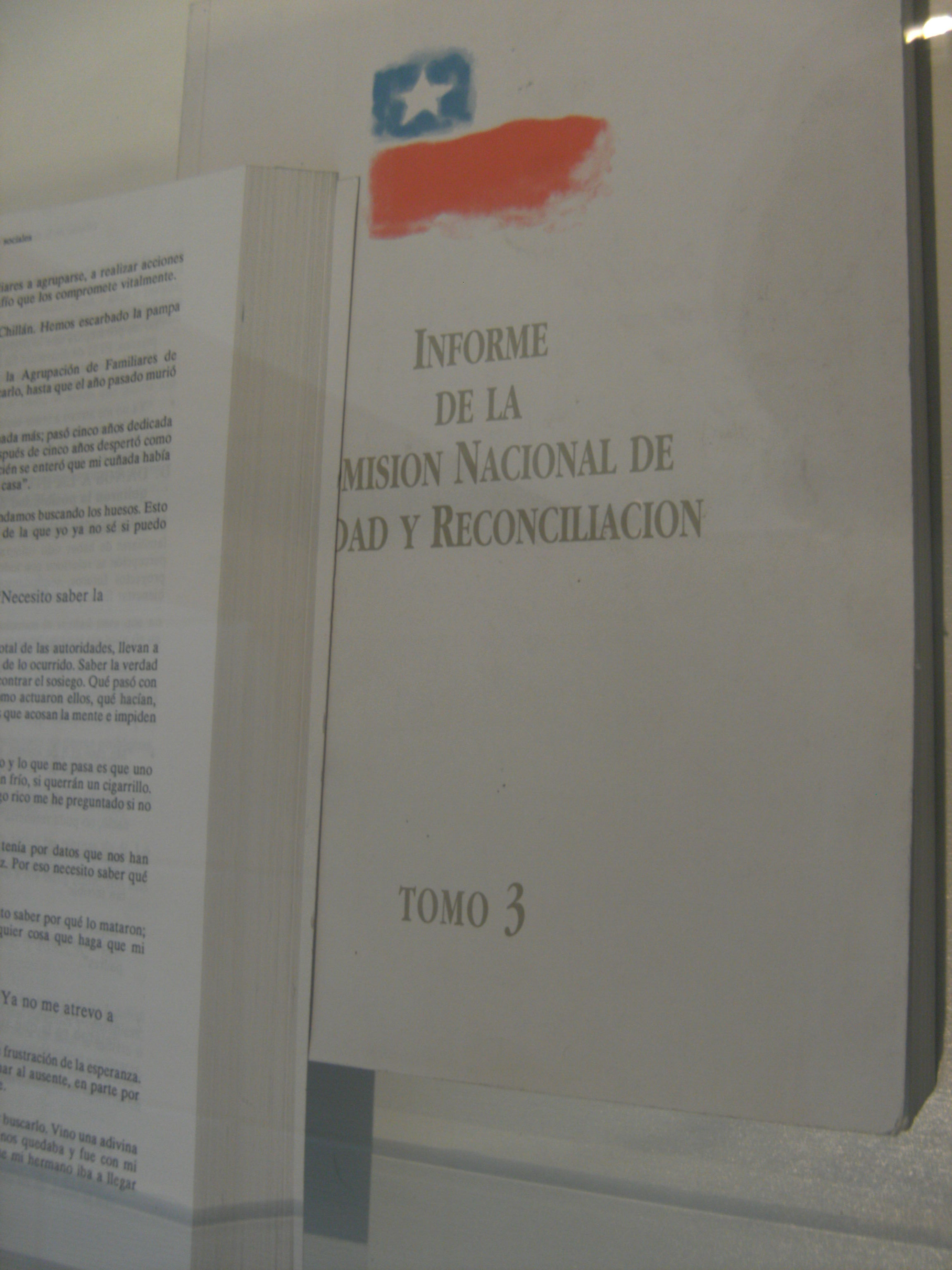
Le rapport Rettig

Le Rapport Rettig, publié en 1991 et officiellement appelé « Rapport de la Commission nationale Vérité et Réconciliation » (Comisión Nacional de Verdad y Reconciliación - CNVR) est le résultat d'une enquête sur les violations des droits de l'homme commises sous la dictature militaire d'Augusto Pinochet au Chili de 1973 à 1990.

## Mise en place
La commission fut mise en place par le premier président de la Concertación, Patricio Aylwin, par le décret présidentiel du 25 avril 1990. Aylwin avait été élu un mois auparavant. La CNVR visait à accomplir une « politique de réconciliation nationale » dans un climat politiquement tendu et marqué par le projet d'amorcer la transition démocratique, en faisant la lumière sur le sort des milliers de Chiliens morts ou disparus durant la dictature, tout en conjuguant l’exigence démocratique de justice avec l’impératif d’unité nationale. Composée à la fois de partisans et d'opposants à la junte, le CNVR avait pour objectifs précis :
- d'établir les « circonstances politiques, économiques et sociales que connaissait le Chili avant puis après le coup d'État du 11 septembre 1973 » ;
- d'identifier les victimes et leur sort (avec une description détaillée des crimes « les plus graves », en l'occurrence ceux ayant eu pour résultat la mort des personnes) ;
- de recommander des mesures de réparation ou de réhabilitation le cas échéant ;
- et de recommander des mesures d'ordre législatif ou administratif afin d'éviter des situations propices à de nouvelles violations des droits de l'homme.

### Membres
La commission de huit membres fut nommée en l'honneur de son président, Raul Rettig (es) (1909-2000), ancien député radical et ancien ambassadeur du Chili au Brésil sous la présidence de Salvador Allende. Elle siégea du 9 mai 1990 au 9 février 1991. Les autres membres de la commission étaient :
- Jaime Castillo Velasco (1914-2003), fondateur du Parti démocrate-chrétien et avocat défenseur des droits de l'homme sous la dictature ;
- José Luis Cea Egaña (es), juriste et ancien partisan de la dictature ;
- Mónica Jiménez de la Jara, assistante sociale et plus tard ministre de l'Éducation de Michelle Bachelet ;
- Laura Novoa Vásquez, avocate ;
- José Zalaquett (es) Daher, défenseur des droits de l'homme, avocat dès 1973 au Comité Pro Paz (es) ;
- Ricardo Martín Díaz, ancien juge de la cour suprême ;
- Gonzalo Vial Correa, historien et ministre de l'Éducation nationale de Pinochet en 1979.

## Le rapport

### Contexte historique
Dans son approche du contexte historique qui aurait contribué au coup d'État, le rapport décrit la « polarisation politique extrême » que connaissait le Chili dans les années 1970-1973, qu'il impute au fait qu’aucun des deux camps ne voulait arriver à un compromis avec l'autre.

### Les exactions criminelles
Dans le rapport, il est fait une distinction entre les victimes d'assassinats et de disparitions résultants de l'action d'agents de l'État (militaires ou civils à leur service) et les victimes d'assassinats politiques commis par des groupes rebelles.
Concernant les violations des droits de l'homme commises par les premiers, le rapport dénombre 2115 victimes sur un total de 2 979, dont 957 disparus. Dans 641 cas, la commission ne peut conclure cependant si les motivations étaient politiques ou crapuleuses.
Pour les seconds, le rapport dénombra également 164 victimes de la « violence politique », c’est-à-dire des victimes des groupes opposés au régime militaire.
Le rapport ne comptabilise aucune autre exaction ou voie de fait comme les actes de torture, les radiations de fonctionnaires, les exilés ou les prisonniers politiques.

## Développements ultérieurs
Le rapport Rettig fut complété d'une part avec « La Table de dialogue sur les droits de l’homme (1999-2001) », qui s’est conclu par un rapport sur le sort de disparus et par la reconnaissance par les institutions militaires des violations des droits de l’homme commises au Chili durant le régime du général Pinochet et d'autre part avec le rapport de la Commission sur l’emprisonnement politique et la torture (2004) connue sous le nom de rapport Valech.